# Athysanella argenteolus
Athysanella argenteolus är en insektsart som beskrevs av Philip Reese Uhler 1877. Athysanella argenteolus ingår i släktet Athysanella och familjen dvärgstritar. Inga underarter finns listade i Catalogue of Life.